# Larysz-Hajdowizna
Larysz-Hajdowizna – dzielnica Mysłowic, znajdująca się w centralnej części miasta.
Jej początki to XIX wiek, rozproszone kolonie robotnicze kopalni „Carlssegen” (kop. Larysz). Leży przy drodze z Brzezinki do Wesołej. W 1885 kolonia Karlssegen liczyła 318 mieszkańców. Zabudowa to domki jedno i wielorodzinne, a także stare kamienice (familoki) i bloki. Znajduje się tam Szkoła Podstawowa nr 11 im. św. Jadwigi Królowej Polski oraz Sala Królestwa Świadków Jehowy.